# Valerianella multidentata
Valerianella multidentata es una especie de planta perteneciente a la familia  Valerianaceae. 

## Descripción
Hierba anual. Con tallos de 2-15 cm de altura, por lo general ramificados en la base y parte superior, con 1-2(3) dicotomías, ± retrorso-pelosos en los nudos y al menos en los entrenudos medios y basales. Hojas 3-30 × 0,5-6 mm, decrecientes de abajo a arriba, ± pelosas en ambas caras y los márgenes; las basales oblongo-lanceoladas o espatuladas, atenuadas, enteras, laxamente dentadas o inciso-dentadas, obtusas; las caulinares oblongo-lanceoladas, lanceoladas o estrechamente elípticas, subsésiles o sésiles hacia la inflorescencia, laxamente dentadas y a menudo pinnatífidas o pinnatipartidas al menos hacia la base, obtusas, con 1 nervio destacado. Inflorescencia con ramas culminadas por cimas de (4)5-9 mm de diámetro, capituliformes, que se desarticulan en la fructificación. Brácteas 2-4,5 mm, linearlanceoladas u oblongo-lanceoladas, herbáceas, pelosas en los márgenes y en el nervio de la cara abaxial; bractéolas ovadas o elípticas, agudas, con márgenes anchamente escariosos, pelosas en la cara abaxial y de márgenes laxamente ciliados. Cáliz con (7)11-17 dientes triangular-subulados o lineares, ganchudos, acrescente y persistente en el fruto. Corola  con tubo blanquecino y lóbulos de un azul violeta, glabra o con algún pelo disperso externamente. Anteras 0,1-0,15 mm. Aquenios 1-1,8 mm,  densamente pelosos, caedizos, con 1 lóbulo fértil ± aplanado, uninervio, y 2 lóbulos estériles separados por un surco estrecho, la cavidad del lóbulo fértil sin tejido esponjoso y las de los estériles ligeramente infladas, sin tejido esponjoso o solo una banda estrecha en la cara externa; cáliz formando una corona campanulada de 0,7-2 mm, glabra o pelosa en su interior, ± dividida en (7)11-17 dientes, estrechamente triangular-subulados o lineares, erectos o erecto-patentes, ± iguales, ganchudos.

## Distribución y hábitat
Se encuentra en los pastos de terófitos en espartales y terrenos degradados, en substratos calcáreos y yesosos; a una altitud de 200- 565 metros en el cuadrante nordeste de España, rara en el sudeste.

## Taxonomía
Valeriana multidentata fue descrita por Loscos & J.Pardo y publicado en Ser. Inconf. Pl. Aragon. 49, en el año 1863.